# Telecastic Fake Show
A Telecastic fake show a Ling tosite sigure japán rockegyüttes bemutatkozó kislemeze, amely 2008. augusztus 23-án jelent meg a zenekar által alapított Nakano Records független kiadó gondozásában. A kiadvány korlátozott példányszámú változata mellé egy DVD-t is csomagoltak, melyen a 2007-es Nakano Inspiration koncertturné utolsó, a Shibuya-AX-ben megrendezett állomásának öt dalát tartalmazza. A lemezen a címadó dal mellett helyet kapott még a Re:automation és a 24REVERSE című szám is.
A kislemez a tizenhetedik helyen nyitott a japán Oricon eladási listáján 9 515 példánnyal. A listán tizenegy hetet töltött el és összesen 21 101 példányt adtak el belőle. A kislemez a Billboard Japan Hot 100 slágerlistájára is felkerült a nyolcvanadik helyen.

## Számlista

### CD kislemez
- Normál kiadás

Az összes szám szerzője TK.
| 1.    | Telecastic fake show | 4:27 |
| 2.    | Re:automation        | 4:04 |
| 3.    | 24REVERSE            | 5:07 |
| 13:38 |                      |      |

- Korlátozott példányszámú kiadás

| 1. lemez (CD) | 1. lemez (CD)        | 1. lemez (CD) | 1. lemez (CD) | 1. lemez (CD) | 1. lemez (CD) | 1. lemez (CD) | 1. lemez (CD) | 1. lemez (CD) | 1. lemez (CD) |
|               | Cím                  | Hossz         |               |               |               |               |               |               |               |
| ------------- | -------------------- | ------------- | ------------- | ------------- | ------------- | ------------- | ------------- | ------------- | ------------- |
| 1.            | Telecastic fake show | 4:27          |               |               |               |               |               |               |               |
| 2.            | Re:automation        | 4:04          |               |               |               |               |               |               |               |
| 3.            | 24REVERSE            | 5:07          |               |               |               |               |               |               |               |
| 13:38         |                      |               |               |               |               |               |               |               |               |

| 1. | nakano kill you                    |  |
| 2. | DISCO FLIGHT                       |  |
| 3. | Acoustic                           |  |
| 4. | Szózó no Security (想像のSecurity) |  |
| 5. | Kankaku UFO (感覚UFO)              |  |

### Digitális letöltés
- Kislemez

| 1.   | Telecastic fake show | 4:27 |
| 4:27 |                      |      |